# 9K76 Temp-S
Die 9K76 Temp-S war eine in der Sowjetunion entwickelte ballistische Kurzstreckenrakete (nach heutiger Definition Mittelstreckenrakete). Der Systemindex der Sowjetarmee lautete TR-1 und die Rakete wurde als 9M76 bezeichnet. Der NATO-Codename lautete SS-12 Scaleboard. Im INF-Vertrag ist sie als OTR-22 aufgeführt.

## Entwicklung
Die Temp-S wurde als ergänzendes Raketensystem zur 9K72 Elbrus (NATO-Codename: SS-1c Scud-B) konzipiert. Die neue Rakete sollte auf Stufe Front zum Einsatz kommen. Die 9K76 Temp-S basiert auf dem Entwurf der 9K71 Temp, welcher nicht über das Prototypenstadium hinauskam. Im Jahr 1962 begann die Systementwicklung der Temp-S im Konstruktionsbüro Nadiradse. Der erste Teststart einer 9M76-Rakete erfolgte am 14. März 1964 auf dem Testgelände Kapustin Jar. Dabei flog die Rakete 580 km weit. Beim fünften Testflug wurde eine Schussweite von 850 km und ein Streukreisradius von rund 3 km erzielt. Von den ersten fünf Raketenflügen verliefen drei erfolgreich. Nach weiteren Tests wurden Ende Dezember 1965 die ersten Temp-S für Truppenerprobung an die Sowjetarmee ausgeliefert. Anfang Februar 1966 wurde im Maschinenbauwerk Wotkinsk, in der Republik Udmurtien mit der Serienproduktion begonnen. Während der Truppenerprobung wurden 29 Raketenstarts durchgeführt. Nach der Truppenerprobung wurden im Jahr 1967 die ersten Temp-S-Regimenter offiziell in Dienst gestellt. Die Temp-S wurde am 7. November 1967 bei einer Militärparade auf dem Roten Platz in Moskau erstmals der Öffentlichkeit vorgestellt. Die Temp-S war die erste taktische ballistische Rakete der Sowjetunion mit Feststoffantrieb. Bis zum Produktionsende wurden rund 1.200 Temp-S-Raketen hergestellt. Die angedachte Entwicklung der verbesserten Temp-SM mit einer Schussdistanz von 1.100 km wurde nicht weiter verfolgt.

## Varianten

### 9K76 Temp-S mit 9M76-Rakete
Dies war die 1. Serienversion, welche ab 1967 in der Sowjetarmee im Dienst stand. Der NATO-Codename lautet SS-12 Scaleboard-A. Die 9M76-Rakete verwendete PEU-7FG-Treibstoff. Bestückt war sie mit dem AA-19-Nukleargefechtskopf mit 300 kT. Die maximale Schussdistanz lag bei 850 km und der Streukreisradius betrug 730 bis 1.000 m.

### 9K76 Temp-S mit 9M76B-Rakete
Dies war die 2. Serienversion, welche ab 1979 bei der Sowjetarmee eingeführt wurde. Sie entstand als Reaktion auf den NATO-Doppelbeschluss. Die 9M76B-Rakete verwendete eine verbesserte Lenkeinheit sowie das verbesserte T9-BK-Treibstoffgemisch. Zuerst bekam sie den NATO-Codenamen SS-22 Scaleboard-B welcher später in SS-12 Scaleboard-B abgeändert wurde. Bestückt war die Rakete mit dem AA-81-Nukleargefechtskopf mit 500 kT. Die maximale Schussdistanz lag bei 950 km und der Streukreisradius betrug rund 500 m.

## Technik

### Start- und Transportfahrzeuge
Die Raketen waren auf einem geländegängigen MAZ-543-Lkw montiert und wurden ab diesem gestartet. Der Systemindex der russischen Streitkräfte für das Start- und Transportfahrzeug lautet 9P120. Jedes Fahrzeug war mit einer Rakete bestückt. Die Rakete wurde in einem beheizten 9Ja230-Schutzbehälter transportiert, der die Rakete vor unpassenden Umwelteinflüssen und Beschädigung schützte. Im Inneren des Behälters war eine elektrische Heizung installiert, welche für eine optimale Temperatur zwischen 15 und 20 °C sorgte. Das 9P120-Fahrzeug hat eine Besatzung von vier Mann und wog unbeladen 30,6 Tonnen. Angetrieben wurde es von einem 12-Zylinder-Dieselmotor D12A-525 mit einer Leistung von 386 kW (525 PS). Das Fahrzeug war 3,05 m breit und hatte eine Länge von 11,49 m (ohne Rakete). Auf der Straße wird eine maximale Fahrgeschwindigkeit von 60 km/h erreicht. Nach dem Raketenstart konnte das Fahrzeug mit einer neuen Rakete beladen werden. Dafür standen die Fahrzeuge 9T35 und 9T215 zur Verfügung.

### Rakete
Die Temp-S verwendete die Rakete vom Typ 9M76. Dies war eine zweistufige Kurzstreckenrakete mit Feststoffantrieb. Die Rakete hatte eine typisch zylinderförmige Rumpfgeometrie mit einer ogivalen Raketenspitze. Für die Beplankung der Raketenstufen wurde rostfreier Stahl und Leichtmetall verwendet. Die Rakete kann grob in drei Sektionen aufgeteilt werden: Die beiden übereinander angebrachten Raketenstufen sowie die Gefechtskopfsektion. Die beiden Raketenstufen waren mit einer Fachwerkkonstruktion aus Stahl miteinander verbunden. Beide Stufen hatten einen Durchmesser von 1.100 mm. Die erste 9D111-Stufe wog 4.160 kg und die zweite 9D112-Stufe 4.640 kg. Als Treibstoff wurde eine Mischung aus Polyurethan, Butylkautschuk, Ammoniumperchlorat und Aluminiumpulver verwendet. Beide Stufen hatten am Heck vier rotierende Düsen. Die erste Stufe entwickelte am Boden einen Startschub von 166,1 kN. Oben in der zweiten Raketenstufe befand sich das Instrumentenfach. In diesem war die Energieversorgung und die Lenkeinheit verbaut. Die Lenkeinheit wog rund 200 kg und verwendete ein Trägheitsnavigationssystem sowie ein Analog-Steuersystem. Das Trägheitsnavigationssystem verwendete einem Kreiselhorizont sowie einen Kreiselvertikant mit Kreiselintegrator für die Querbeschleunigung. Für die Übermittlung der Kurskorrekturen verlief auf der Raketenoberfläche ein Kabelkanal zu den beiden Raketenstufen. Die Kurskorrekturen erfolgten durch vier wabenförmige Gitterflossen, die am Heck der zweiten Stufe angebracht waren. Zuoberst auf der zweiten Raketenstufe war der kegelförmige Wiedereintrittskörper aufgesetzt. Dieser wog 1.250 kg. An dem Wiedereintrittskörper waren vier kleine, dreieckförmige Stabilisierungsflächen moniert. Der Wiedereintrittskörper der 9M76-Rakete enthielt eine Wasserstoffbombe vom Typ 910 (AA-19) mit einer Sprengleistung von 300 kT. Bei der 9M76B-Rakete wurde der Nukleargefechtskopf vom Typ 906B (AA-81) mit einem Gewicht von 528 kg sowie einer Sprengleistung von 500 kT verwendet. Weiter standen für die Temp-S die Gefechtsköpfe Tuman-2 mit den chemischen Kampfstoff VR-55 und Fog-2 mit VX zur Verfügung.
Für den Raketenstart wurde der 9Ja230-Schutzbehälter entfernt und die Rakete über das Fahrzeugheck in einem Winkel von 90° aufgestellt. Danach wurde sie auf einen Starttisch abgesenkt. Auf dem Starttisch wurde die Rakete dann auf das nötige Azimut gedreht und die Lenkeinheit aktiviert. Die minimale Zeit für die Startvorbereitung betrug 20 bis 35 Minuten. Der Raketenstart erfolgte durch eine kabelgebundene Bedienkonsole aus sicherer Entfernung. Die zwei Raketenstufen waren übereinander angebracht und zündeten nacheinander. Nach dem Ausbrennen der ersten Stufe wurde diese mit Pyrobolzen abgesprengt und die zweite Stufe gezündet. Während der Beschleunigungsphase (engl. boost phase) ermittelte die Trägheitsnavigationsplattform mit der Lenkeinheit die Kurskorrekturen und übermittelte diese an vier Gitterflossen, welche ihren Anstellwinkel entsprechend veränderten. Nach der Beschleunigungsphase erfolgte eine Schubterminierung. Zu diesem Zweck waren an der zweiten Raketenstufe kopfseitig vier Öffnungen angebracht, die zum gewünschten Zeitpunkt aufgesprengt wurden, wobei sich der Innendruck in der Treibstoffkammer schlagartig reduzierte. Mit dem Ausbrennen oder der Schubterminierung der 2. Antriebsstufe wurde der Wiedereintrittskörper mittels Pyrobolzen abgetrennt und die Raketenstufe mit Bremsraketen abgebremst. Der Weiterflug des Wiedereintrittskörpers erfolgte nun steuer- und antriebslos auf der Flugbahn einer Wurfparabel. Die maximale Schussdistanz der 9M76-Rakete lag bei 850 km, die minimale bei 300 km. Die 9M76-Rakete hatte einen Streukreisradius (CEP) von 730 bis 1.000 m (je nach Schussdistanz). Die verbesserte 9M76B-Rakete hatte eine maximale Schussdistanz von 950 km und der Streukreisradius lag bei rund 500 m. Der Nukleargefechtskopf konnte in der Luft oder bei Bodenkontakt gezündet werden.

## Einsatz und Stationierung

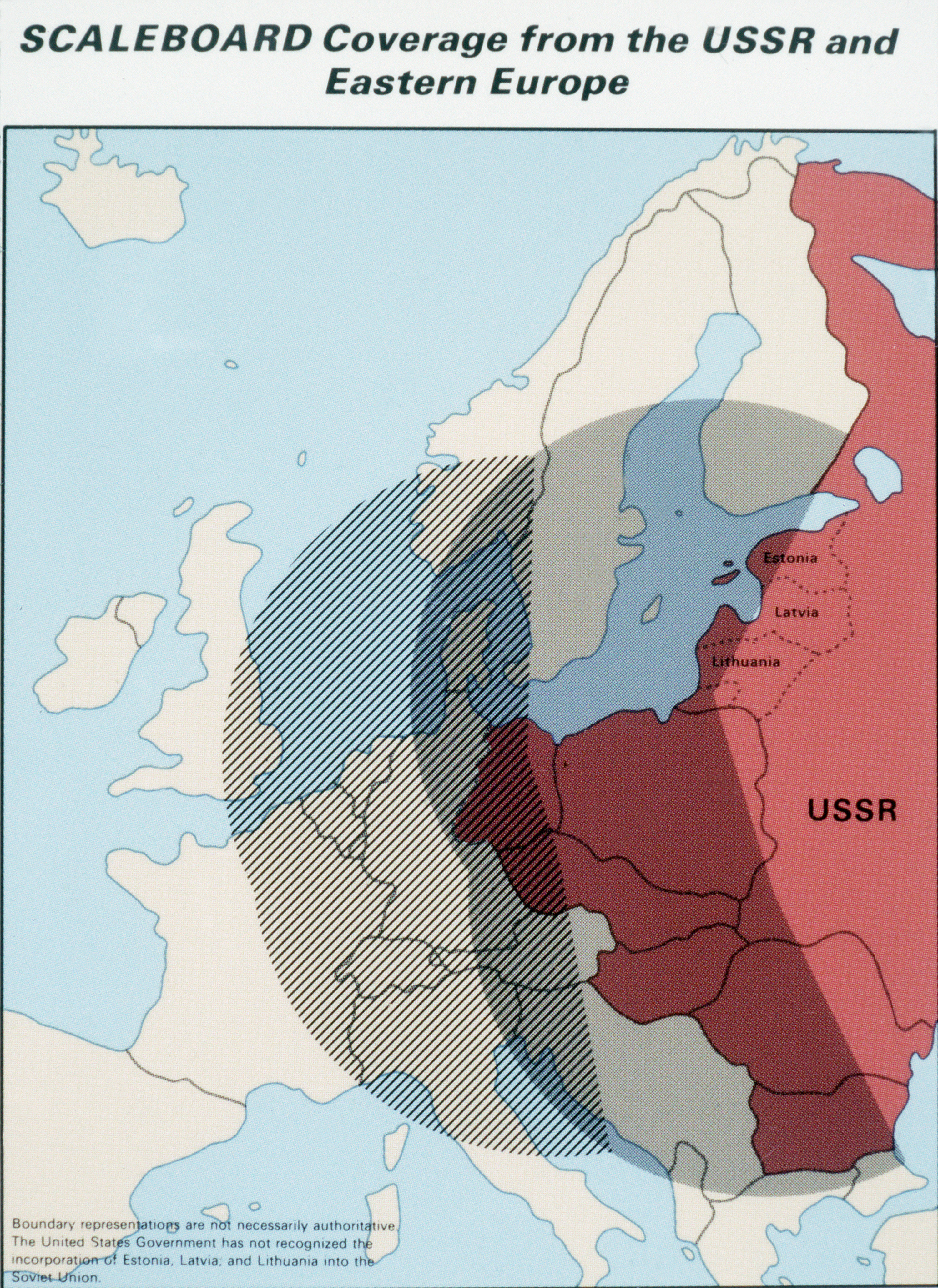
US-Karte zur Einsatzreichweite der sowjetischen SS-12 während des Kalten Krieges

Die Temp-S-Raketenregimenter waren den Strategischen Raketentruppen der Sowjetunion unterstellt. Die Einzelnen Raketenregimenter waren anfänglich in Divisionen und später auch in Brigaden gegliedert. Ein Temp-S-Raketenregiment bestand neben weiteren Truppenkörpern, aus zwei bis drei Raketenbatterien. Jede dieser Batterien war mit zwei 9P120-Startfahrzeugen ausgerüstet. In Einzelfällen konnte eine einzelne Batterie mit bis zu fünf Startfahrzeugen ausgerüstet werden. In den 1960er und 1970er Jahren waren die Temp-S-Regimenter in den Baltischen Sowjetrepubliken, Weißrussland, auf der Krim und in der Grenzregion zur Volksrepublik China stationiert. Sie sollten auf Frontebene gegen taktische und strategische Ziele auf einem europäischen und asiatischen Gefechtsfeld eingesetzt werden.
Anfang der 1980er-Jahre wurde die Temp-S auch außerhalb von der Sowjetunion stationiert. Die Verlegung von Temp-S-Raketenbrigaden erfolgte als Reaktion auf die Stationierung von U.S. MGM-31 Pershing II-Mittelstreckenraketen und BGM-109G Gryphon-Marschflugkörpern in Westeuropa. Während der 1980er-Jahre war die Temp-S bei den Truppenkontingenten der Sowjetarmee in der Gruppe der Sowjetischen Streitkräfte in Deutschland (DDR) sowie in der ČSSR stationiert. Diese Raketen unterstanden nicht mehr den Strategischen Raketentruppen der Sowjetunion, sondern den jeweiligen Armeegenerälen. Stationierungsorte in der DDR waren die Operationsbasen in Königsbrück, Bischofswerda, Waren und Wokuhl. Im Jahr 1987 waren in der DDR 34 9P120-Startfahrzeuge und 54 Raketen stationiert. In der ČSSR waren die Temp-S in Hranice na Moravě auf dem Truppenübungsplatz Libava stationiert. Dort waren 24 9P120-Startfahrzeuge und 39 Raketen stationiert. U.S.- und NATO-Experten sahen die Temp-S als eine effektive Zweitschlagswaffe, mit der aber auch ein erfolgreicher Erstschlag geführt werden konnte.

## Abrüstung
Während den Verhandlungen zum INF-Abrüstungsabkommen im Jahr 1987 deklarierte die Sowjetunion 135 9P120-Startfahrzeuge sowie 718 9M76/B-Raketen. Davon befanden sich 115 Startfahrzeuge und 506 Raketen bei der Truppe; der Rest wurde zu Trainingszwecken verwendet oder war in Depots eingelagert. Zur Umsetzung des INF-Vertrages wurden alle Temp-S in die Sowjetunion zurücktransportiert. Dort wurden die Raketen entweder gestartet, gesprengt oder verschrottet. Die Vernichtung der Temp-S fand in Saryösek (Kasachstan), Stankawa (Weißrussland) und in Kapustin Jar statt. Die letzte Rakete wurde am 25. Juli 1989 auf der Raketenbasis in Saryozek gesprengt.

## Verbreitung
In den 1980er-Jahren bekundeten der Irak, Syrien, Kuba und Libyen Interesse an der 9K76 Temp-S. In allen Fällen verweigerte die Sowjetunion aber einen Export dieses Raketentyps. Die Temp-S kam nur innerhalb der Sowjetunion zum Einsatz und wurde nie exportiert.